# Лепешков, Геннадий Сергеевич
Лепешков Геннадий Сергеевич (11 декабря 1932, Сталинград - 16 июля 2025, Ростов-на-Дону) — советский пилот 1-го класса, заслуженный пилот СССР (1977), руководитель школы юных авиаторов, соавтор Наставления по производству полетов.

## Биография
Окончил Сасовское лётное училище гражданской авиации (1951), Высшее авиационное училище ГВФ (1962).
Трудился пилотом на самолёте Ан-2, выполняя задачи в структурах ПАНХ. В последующие годы работал в транспортной авиации Восточно-Сибирского УГА, прошёл путь от командира воздушного судна до начальника летно-штурманского отдела. Первым в управлении освоил полёты на самолётах Ан-24 и Ту-154. Летал на самолётах УТ-2, По-2, Ан-2, Ил-14, Ан-24, Ту-104, Ту-154. Пилот 1-го класса.
7 марта 1975 года в Иркутск прибыл первый самолёт второго поколения реактивных гражданских пассажирских самолётов Ту-154 СССР-85093 «зачисленный» в списки Восточно-Сибирского управления ГА — 1 ИОАО. Командиром корабля был Г. С. Лепешков.
Его безаварийный налет составляет более 11 000 часов. Возглавлял Учебно-тренировочный центр Северо-Кавказского УГА, руководил школой юных авиаторов.
Активный рационализатор. Соавтор Наставления по производству полётов.

## Награды и звания
- Заслуженный пилот СССР
- Медаль «Ветеран труда»
- Почётный знак «Отличник Аэрофлота»